# Ilmenau
|  | Per a altres significats, vegeu «Ilmenau (desambiguació)». |

Ilmenau és una ciutat del districte d'Ilm-Kreis de Turíngia (Alemanya) i és situat en el Bosc de Turíngia al marge del riu Ilm, un afluent del Saale.

## Fills importants
- Carl Faelten (1846-1925).

## Política
El Consell Municipal d'Ilmenau està format (des de 2009):
- Unió Demòcrata Cristiana d'Alemanya: 12 escons.
- L'Esquerra: 6 escons.
- Partit Socialdemòcrata d'Alemanya: 3 escons.
- Aliança 90/Els Verds/Bürgerbündnis: 3 escons.
- Freie Wähler: 3 escons.
- Pro Bockwurst: 2 escons.
- Partit Democràtic Lliure: 1 escons.

## Agermanaments
- Wetzlar, Alemanya
- Homburg (Saar), Alemanya
- Targu Mures, Romania
- Blue Ash, Ohio, EUA